# Borbacha
Borbacha là một chi bướm đêm thuộc họ Geometridae.

## Các loài
- Borbacha altipardaria Holloway, 1982
- Borbacha bipardaria Holloway, 1982
- Borbacha euchrysa (Lower, 1894)
- Borbacha monopardaria Holloway, 1982
- Borbacha pardalis (Felder & Rogenhofer, 1875)
- Borbacha pardaria (Guenée, 1857)
- Borbacha punctipardaria Holloway, 1982